# Patrick Coveney
Patrick Coveney (* 29. Juli 1934 in Tracton; † 22. Oktober 2022 in Crosshaven) war ein irischer Geistlicher, römisch-katholischer Erzbischof und Diplomat des Heiligen Stuhls.

## Leben
Patrick Coveney empfing nach seiner theologischen Ausbildung am Maynooth College (Klassischen Sprachen und Literatur) und am Päpstlichen Irischen Kolleg in Rom (Theologie) durch den Weihbischof in Rom, Luigi Traglia, am 21. Februar 1959 in der Lateranbasilika die Priesterweihe. Nach seiner Pfarrtätigkeit in Kidlington, England, unterrichtete er ab Januar 1960 am St Finbarr’s Seminary in Cork City, dem Knabenseminar des Bistums Cork und Ross, ehe er im September 1966 nach Rom berufen wurde und in der englischen Abteilung im  Staatssekretariat des Heiligen Stuhls arbeitete. An der Päpstlichen Lateranuniversität erwarb er 1969 den Grad eines Doktors des Kirchenrechts und absolvierte die Päpstliche Diplomatenakademie. 1971 trat er in den diplomatischen Dienst des Heiligen Stuhls ein. Er war im Staatssekretariat des Heiligen Stuhls, in der Päpstlichen Vertretung in Buenos Aires, erneut im Staatssekretariat, in Indien und im Sudan tätig.
Papst Johannes Paul II. ernannte ihn am 27. Juli 1985 zum Apostolischen Pro-Nuntius in Simbabwe und zum Apostolischen Delegaten in Mosambik sowie zum Titularerzbischof von Satrianum. Der Kardinalpräfekt der Güterverwaltung des Apostolischen Stuhls und Kardinalstaatssekretär, Agostino Kardinal Casaroli, spendete ihm am 15. September desselben Jahres die Bischofsweihe; Mitkonsekratoren waren Gaetano Alibrandi, Apostolischer Nuntius in Irland, und Michael Murphy, Bischof von Cork und Ross.
Am 25. Januar 1990 wurde Patrick Coveney zum Apostolischen Pro-Nuntius in Äthiopien ernannt und zusätzlich am 26. März 1992 zum Apostolischen Delegaten in Dschibuti. Am 30. September 1995 wurde er zum Apostolischen Nuntius in Eritrea ernannt. Am 27. April 1996 wurde er zum Apostolischen Nuntius in Neuseeland, Samoa, Tonga, und auf den Marshallinseln ernannt, zusätzlich am 15. Oktober 1996 zum Apostolischen Nuntius in Fidschi, Kiribati und den Föderierten Staaten von Mikronesien, zusätzlich am 7. Dezember 1996 zum Apostolischen Nuntius in Nauru und zusätzlich am 14. Juli 2001 zum Apostolischen Nuntius auf den Cook-Inseln und Palau. Am 25. Januar 2005 wurde er zum Apostolischen Nuntius in Griechenland ernannt.
Papst Benedikt XVI. nahm am 16. Juli 2009 seinen altersbedingten Rücktritt an. Seinen Ruhestand verbrachte er im irischen Crosshaven, wo er im Alter von 88 Jahren starb. 